# Rue Elsa-Morante
La rue Elsa-Morante est une voie du 13e arrondissement de Paris, en France.

## Situation et accès
La rue Elsa-Morante est une située dans le 13e arrondissement de Paris. Elle débute au 16, rue Alice-Domon-et-Léonie-Duquet et se termine au 11, rue Françoise-Dolto. La rue est desservie par la ligne de métro 14 à la station Bibliothèque François-Mitterrand, ainsi que par la ligne C du RER (gare de la Bibliothèque François-Mitterrand) et par la Ligne 3a du tramway d'Île-de-France (station Avenue de France).

## Origine du nom
Elle porte le nom d'Elsa Morante (1912-1985), romancière italienne.

## Historique

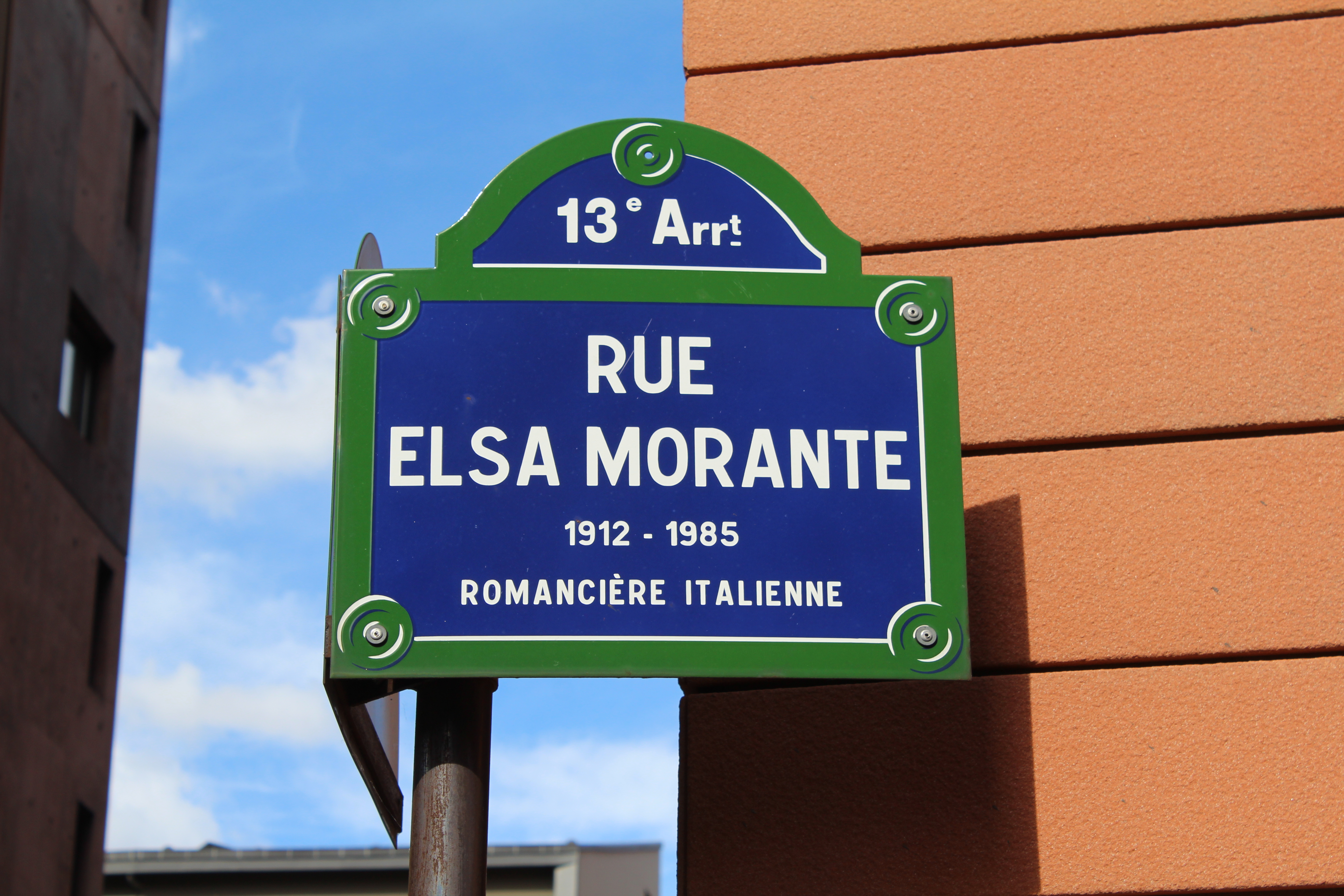
Plaque de la rue Elsa-Morante.

Cette voie est créée, dans le cadre de l'aménagement de la ZAC Paris-Rive-Gauche sous le nom provisoire de « voie EN/13 », et prend sa dénomination actuelle le 24 octobre 2003.

## Bâtiments remarquables
Cette rue a été concernée par l'aménagement du secteur de la ZAC Masséna-Bruneseau, troisième tranche des travaux d’aménagement de la ZAC Paris Rive Gauche, mené sous la direction de Christian de Portzamparc. Au numéro 8 de cette rue Elsa-Morante, au croisement avec les rues Françoise Dolto et Hélène-Brion, au voisinage de la longue façade sud-est de l’ancienne Halle aux Farines (de Denis Honegger) réhabilitée et affectée à l’Université Paris Diderot, un immeuble d’habitation de 37m de haut, composé de 48 logements sociaux, commerces, activités et parking, a été conçu par l'agence d'architectes Aldric Beckmann/Françoise N’Thépé, dans la deuxième partie des années 2000,.